# Artur Lekbello
Artur Tushe Lekbello (né le 23 février 1966 en Albanie) est un joueur de football albanais qui évoluait au milieu de terrain.
Il a joué notamment en Albanie pour le KF Tirana ainsi qu'en Grèce à l'Aris Thessalonique. Il a également été international à 30 reprises avec l'équipe d'Albanie.